# India Afghánská
Princezna India Afghánská (paštunsky/darí: شاهدخت اندیا Šahducht India, italsky: Principessa India d'Afghanistan; * 7. června 1929, Bombaj – 13. října 2023, Řím) byla afghánská princezna. Byla nejmladší dcerou emeritního afghánského krále Amanulláha Chána a královny manželky Sorajy Tarzí. Je držitelkou titulu princezny královského rodu Mohammadzaj-Tarzí.
Princezna India se narodila v Bombaji v Britské Indii pět měsíců po abdikaci svého otce 14. ledna 1929 a byla pojmenována na počest země, do které uprchli. Po pozvání královny Eleny Italské se rodina nakonec usadila v Římě, kde princezna vyrostla a nadále nazývala svým domovem.
Studovala na Pension Marie-José ve Gstaadu ve Švýcarsku a na Papežské univerzitě Gregoriana v Římě v Itálii.
India navštívila Afghánistán poprvé v roce 1968 a zahájila tam charitativní činnost.
V 0. letech 21. století založila princezna India v Kábulu kulturní nadaci Mahmúda Tarzího (MTCF), kde od roku 2010 působila jako místopředsedkyně. V roce 2006 byla afghánským prezidentem Hámidem Karzajem jmenována kulturní velvyslankyní v Evropě. Svůj čas trávila střídavě v Římě a před převzetím moci Tálibánem v roce 2021 také v Kábulu a na konferencích po celé Evropě pořádala přednášky.
V srpnu 2019 byla princezna India pozvána afghánskou vládou k účasti na státních oslavách 100. výročí nezávislosti Afghánistánu.

## Osobní život
Princezna India byla dvakrát vdaná a má dvě dcery (z prvního manželství) a syna (z druhého manželství).
Princezna India považuje svou matku za pro Afghánistán kladnou postavu, její úspěchy jsou podle ní „Afghánci vysoce ceněny“ a často mluví o tom, „jak povzbuzovala afghánské ženy, aby se osamostatnily, naučily se číst a psát“. Co se týče práv žen v Afghánistánu, India se domnívá, že pro zlepšení situace je zapotřebí, aby afghánští muži dostali lepší vzdělání. O burce řekla, že to „není afghánský oděv a není to ani islámský oděv“.
V září 2011 byla princezna India Afghánská oceněna Afghánsko-americkou asociací žen za její práci v oblasti práv žen. V roce 2012 ji Radio Ázádí jmenovalo „Osobností roku“ za její humanitární činnost.
Princezna India Afghánská zemřela 13. října 2023 ve věku 94 let.